# Latrologa aoropis
Latrologa aoropis är en fjärilsart som beskrevs av Edward Meyrick 1918. Latrologa aoropis ingår i släktet Latrologa och familjen stävmalar. Inga underarter finns listade i Catalogue of Life.